# بول بوغبا
بول لابيل بوغبا (
تنطق بالفرنسية: [pɔl pɔgba]؛ مواليد 15 مارس 1993) والمعروف بـ بول بوغبا. هو لاعب كرة قدم فرنسي يلعب في مركز الوسط مع نادي موناكو ومنتخب فرنسا. يلعب بشكل أساسي كلاعب خط وسط، ولكن يمكن اللعب أيضًا كلاعب خط وسط مهاجم ولاعب خط وسط دفاعي وصانع ألعاب.
وُلد بوغبا في أجني سور، وانضم إلى فريق شباب نادي لوهافر في الدوري الفرنسي في عام 2007، قبل أن ينتقل إلى مانشستر يونايتد بعدها بعامين، ليبدأ مسيرته الكروية مع مانشستر يونايتد. أقنعته مشاركته المحدودة بالرحيل والانضمام إلى يوفنتوس الإيطالي في صفقة انتقال مجانية في عام 2012، حيث ساعد النادي على الفوز بأربعة ألقاب متتالية في الدوري الإيطالي، بالإضافة إلى لقبين في كأس إيطاليا ولقبين في كأس السوبر الإيطالي. خلال الفترة التي قضاها في إيطاليا، أثبت بوغبا نفسه كواحد من أكثر اللاعبين الشباب الواعدين في العالم وحصل على جائزة الفتى الذهبي في عام 2013، وتلتها جائزة برافو في عام 2014. في عام 2016، تم اختيار بوغبا في فريق اليويفا لعام 2015، وكذلك فيفبرو 2015، بعد مساعدته يوفنتوس في الوصول إلى نهائي دوري أبطال أوروبا 2015 لأول مرة منذ 12 سنة.
أدى أداء بوغبا في يوفنتوس إلى عودته إلى مانشستر يونايتد في عام 2016 كأغلى صفقة انتقال لاعب في التاريخ آنذاك، حيث بلغت قيمة الصفقة 105 ملايين يورو (89.3 مليون جنيه إسترليني). وهذه المبلغ لا يزال أعلى مبلغ يدفع نادي إنجليزي على لاعب واحد في سوق الانتقالات. في موسم عودته الأول، فاز كأس الرابطة والدوري الأوروبي. وفي موسم 2018–19، اُختير في فريق العام من اتحاد لاعبي كرة القدم المحترفين.
على الصعيد الدولي، قاد بوغبا فرنسا للفوز بكأس العالم تحت 20 سنة 2013 وحصل على جائزة أفضل لاعب عن أدائه خلال البطولة. شارك لأول مرة مع الفريق الأول بعد عام من ذلك وظهر بشكل بارز في كأس العالم 2014، حيث حصل على جائزة أفضل لاعب شاب عن أدائه. مثّل لاحقًا منتخب بلاده في بطولة أمم أوروبا 2016 على أرضه، واحتل المركز الثاني. وساهم في تتويج فرنسا ب‍كأس العالم 2018 وسجَّل في المباراة النهائية.

## مسيرته الكروية

### بدايته المبكرة
بدأ بول بوغبا حياته الكروية في السادسة من عمره، مع نادي يو إس لبري رواسي، الذي يبعد أميال قليلة عن مسقط رأسه، وفي تلك الفئة أمضى سبعة مواسم، قبل أن يشغل منصب قائد فئة تحت 13 سنة، وبعد موسم واحد بدأ بوغبا مسيرته مع نادي لوهافر، وكان بوغبا في موسمه الثاني هناك قائداً لفئة تحت 16 سنة، ووصل معهم إلى المرحلة النهائية من البطولة الوطنية لتحت 16 سنة، تم استدعاء بوغبا في ذلك الوقت ليشارك مع المنتخب تحت 16 سنة، وانتقل ليلعب مع مانشستر يونايتد
.

### مانشستر يونايتد
لم يكن انتقال بوغبا إلى مانشستر يونايتد قصةً سهلة، فحسب نادي لوهافر إن مانشستر يونايتد لم يقوموا بما يجب القيام به لنقل لاعبهم، بل اتجهوا لمفاوضة والدي بوغبا من أجل نقل ابنهم، وفي أغسطس 2009، أصدروا بياناً رسمياً انتقدوا فيه طريقة مانشستر يونايتد وعائلة بوغبا كذلك، وهددوا بتصعيد الأمور إلى الفيفا، وبالفعل قام نادي لوهافر بشكوة مانشستر يونايتد إلى الفيفا واتهموا بوغبا بالذهاب إلى إنجلترا من أجل الأموال، وهو ما نفاه اللاعب قبل أن تقوم الفيفا بتبرئة مانشستر يونايتد من أي تهمة نظراً لعدم ارتباط بوغبا مع ناديه الفرنسي بأي عقود أو أوراق.
انتهى الانتقال الرسمي لمانشستر يونايتد في أكتوبر 2009، وشارك لأول مرة مع فريق تحت 18 سنة في نفس الشهر ضد كرو ألكسندرا وهزموا 2–1، انهى بوغبا موسم 2009–10 بـ 21 مباراة و 7 أهداف، في موسم 2010–11، تم استدعاء بوغبا لأول مرة إلى الفريق الرديف لمانشستر يونايتد تبعها عدة استدعاءات، وسجل العديد من الأهداف هناك، في فبراير 2011، بوغبا كان واحد من أربع لاعبين في الفريق الرديف تمت ترقيتهم إلى الفريق الأول لمانشستر من قبل السير أليكس فيرغسون قبل مباراة المان يونايتد ضد كراولي تاون في كأس الاتحاد الإنجليزي لكرة القدم، وحصل بوغبا على القميص رقم 42، ولكنه لم يشارك في المباراة، ولكن تم استدعاءه مرة أخرى ليكون على مقاعد البدلاء في إحدى جولات البريميرليغ ضد وولفرهامبتون واندررز، ولكنه لم يشارك كذلك، وبسبب عدم مشاركته تم إعادة إرساله إلى الفريق الرديف.
في موسم 2011–12، أكد السير أليكس فيرغسون أن بوغبا سيتم ترقيته ليلعب مع الفريق الأول، وقال: ”إذا لم نعتمد على بوغبا، ماذا سيحصل؟ سيذهب إلى فريق آخر، لذلك يجب علينا منحه فرصة في الفريق الأول” إلا أنه بقي مع الفريق الرديف، وفي سبتمبر 2011 تم استدعاءه للمشاركة مع الفريق الأساسي ضد ليدز يونايتد، وكانت أول مشاركاته الرسمية في الفريق الأول حينما شارك كبديل في تلك المباراة التي فاز بها مانشستر يونايتد 3–0، وشارك بوغبا للمرة الثانية ضد آلدريشوت تاون في الدور الرابع من كأس رابطة الأندية الإنجليزية المحترفة في أكتوبر 2011.
في يناير 2012، شارك بوغبا لأول مرة في البريميرليغ ضد ستوك سيتي، بعد خروج هيرنانديز في الدقيقة 72، وشارك مرة أخرى ضد ويست بروميتش ألبيون في مارس 2012، وبعد أربعة أيام شارك بوغبا في مباراة فريقه ضد أتلتيك بيلباو في الدوري الأوروبي بعد دخوله كبديل.

### يوفنتوس

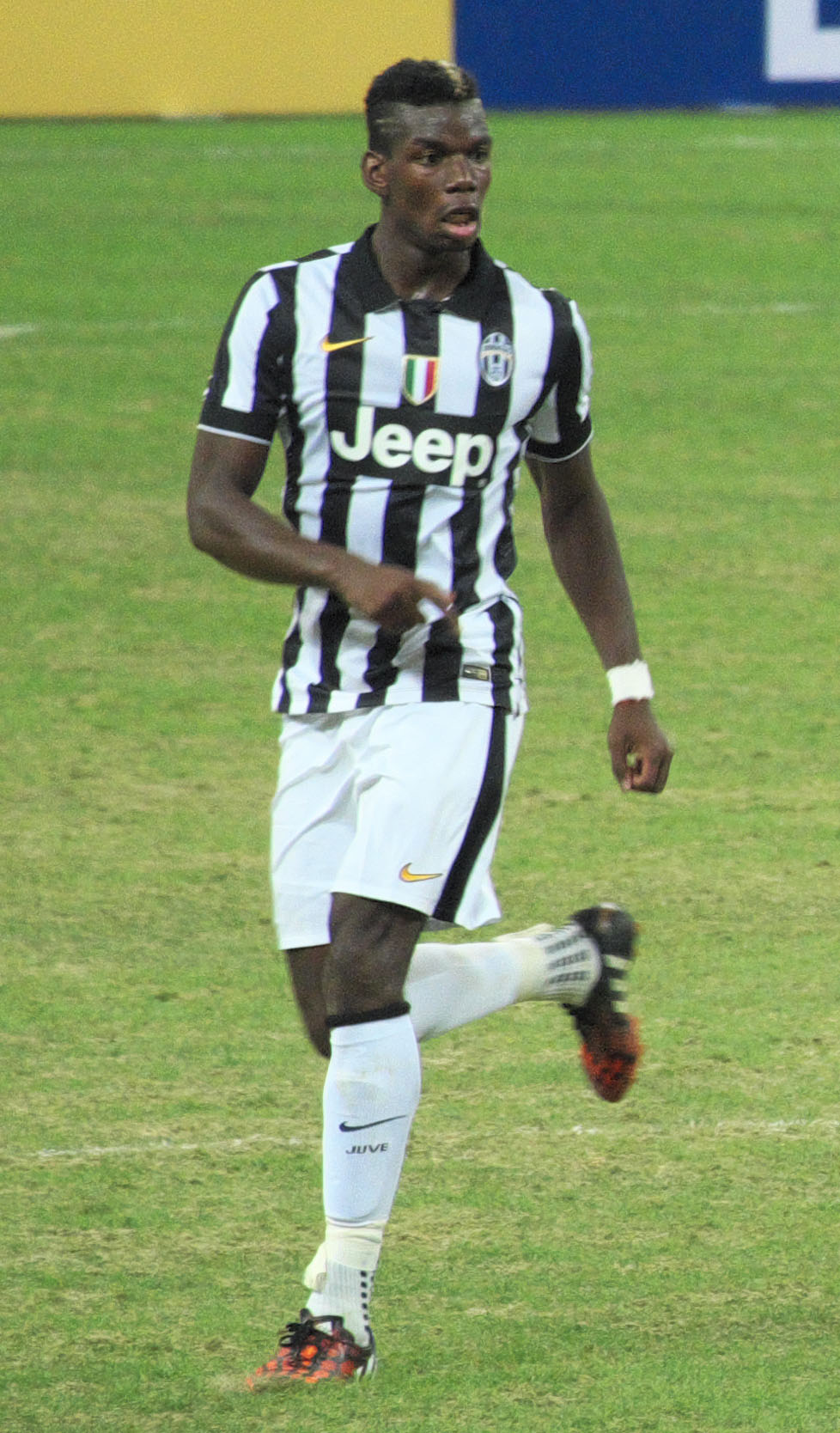
بوغبا في مباراة ودية مع يوفنتوس ضد سنغافورة في 2014

في 3 يوليو 2012، أكد أليكس فيرغسون أن بوغبا قد غادر النادي بعد عدم تجديد عقده، وقال السير أليكس فيرغسون «أن بوغبا قد اتجه إلى يوفنتوس و منذ وقت طويل حسب الاخبار التي تصلنا»، وعلى موقعه الرسمي أكد اليوفنتوس أن بوغبا خضع للفحوص الطبية في النادي وفي أغسطس اكملت عملية الانتقال للنادي الإيطالي، وكان أول ظهور له ضد بنفيكا في المباراة الودية التي لعبها النادي ودخل بديلا عن بيرلو في الدقيقة 78، كما شارك في بطولة تيم الودية وضد ميلان في بطولة كأس برلوسكوني، وقدم أداءً كبيراً جعله محط أنظار الجميع حتى الصحافة في بلده فرنسا، حتى أن أحد المشجعين رفعة لافتة يقول فيها: ”إنه باتريك فييرا الجديد“.
شارك في بداية الموسم كاحتياطي بديل لثلاثي الوسط ماركيزيو بيرلو وفيدال وتمكن من تقديم اداء لافت للنظر مع البيانكونيري في الكالتشو ودوري أبطال أوروبا، تمكن من تسجيل أول أهدافه مع يوفنتوس بعد أن شارك بديلا لبيرلو عند نهاية مباراة نابولي – يوفنتوس وتمكن من تسجيل الهدف من كرة مرتدة من الدفاع ليسددها قوية ويسجل أول أهدافه، لعب في المباراة التالية في الدوري كأساسي ضد بولونيا بسبب غياب فيدال للإيقاف وماركيزيو للإصابة، تمكن من صنع الهدف الأول لجياكيريني وكوالياريلا بطريقة جميلة، وتسجيل هدف الفوز في الدقيقة 92 برأسية بعد توزيعة من سيباستيان جيوفينكو، وقد سجل هدف آخر برأسية ولكن الحكم لم يحتسبة حيث احتسب خطأ لفريق بولونيا.
في 19 يناير 2013، لعب أمام نادي أودينيزي وسجل هدفين جميعهما من خارج منطقة الجزاء، أحدهما كان من مسافة 37 متر وبطريقة مذهلة. وفي 18 أغسطس، كان بوغبا المفتاح الرئيسي لفوز السيدة العجوز بلقب كأس السوبر الإيطالي الثاني على التوالي حيث قام بتسجيل أولى أهداف المباراة بعد دخوله بثلاث دقائق ويذكر أنه شارك كبديل بعد إصابة ماركيزيو في الدقيقة 20 من المباراة، وانتهت المباراة بالفوز 4–0 على نادي لاتسيو، وحصل على لقب رجل المباراة.
في ديسمبر 2013، حصل بوغبا على جائزة الفتى الذهبي كأفضل لاعب شاب في أوروبا عام 2013.
في يناير 2014، تم اختيار بوغبا من قبل صحيفة الغارديان كواحد من أفضل عشرة لاعبين واعدين في أوروبا. وفي 20 سبتمبر، ساهم بوغبا في فوز البيانكونيري على ميلان في ملعب الأخير حيث قام صناعة الهدف الوحيد بالمباراة الذي سجله كارلوس تيفيز. في 28 أكتوبر، تم اختيار بوغبا من ضمن قائمة 23 مرشح لنيل جائزة كرة الفيفا الذهبية 2014، وكان أصغر المرشحين عمرًا حيث كان يبلغ من العمر 21 عام. في 4 نوفمبر، سجل بوغبا هدف يوفنتوس الثالث أمام نادي أوليمبياكوس في دوري أبطال أوروبا ليمنحهم الثلاث نقاط. وفي نهاية عام 2014 حصل بوغبا على جائزة برافو من قبل مجلة جورين سبورتيفو الإيطالية، التي تمنح الجائزة لأفضل لاعب في أوروبا تحت 21 عام.
في 11 يناير 2015، ساعد بوغبا فريقه بتحقيق أول فوز على نادي نابولي في ملعب سان باولو بعد غياب دام 14 سنة، حيث سجل أول أهداف اللقاء بطريقة مقصية رائعة وانتهت بنتيجة 3–1.

### العودة إلى مانشستر يونايتد

#### موسم 2016–17

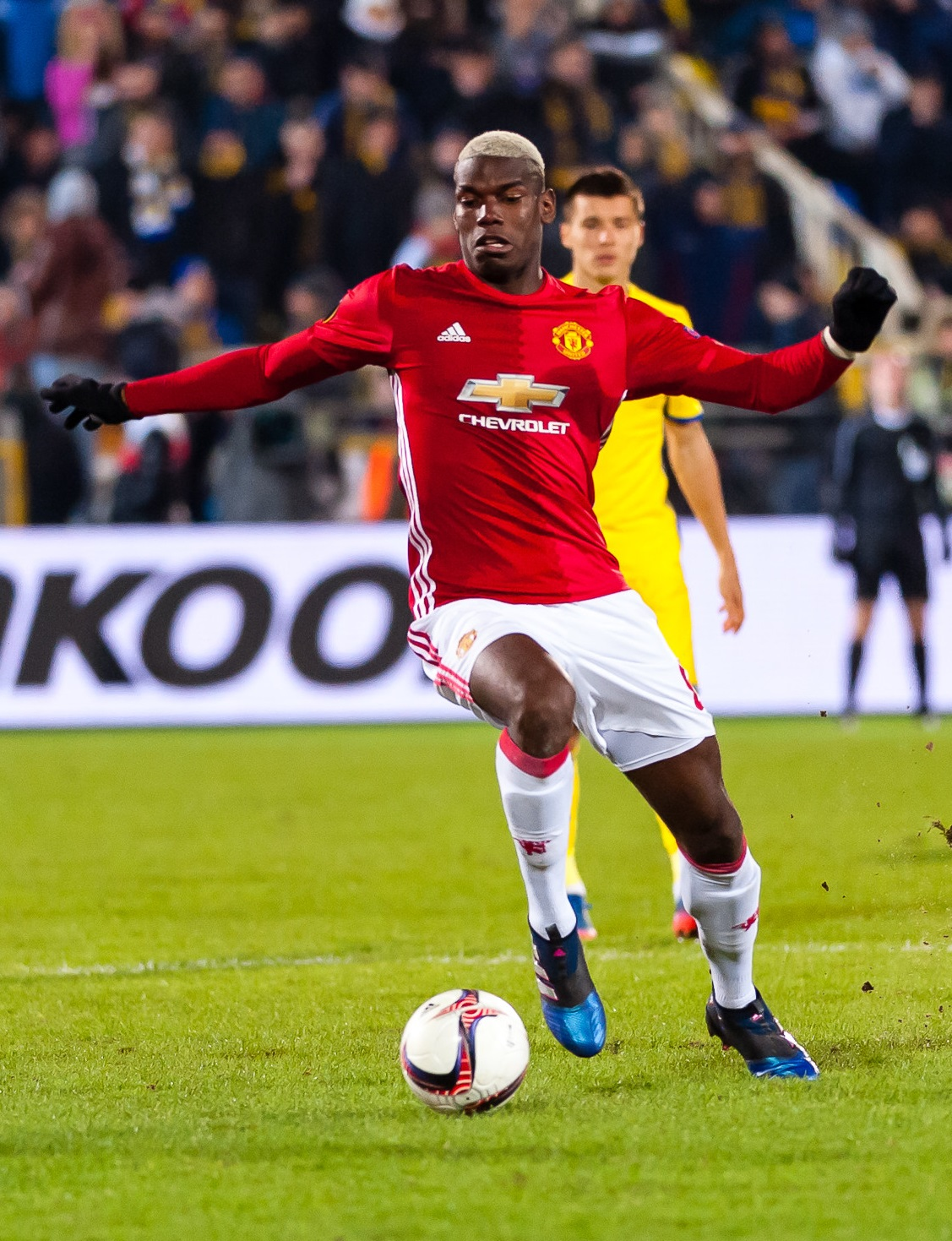
بوغبا يلعب مع مانشستر يونايتد.

في 8 أغسطس 2016، وقع بوغبا مع مانشستر يونايتد على عقدٍ مدته 5 سنوات مقابل مبلغ قياسي قدره 105 مليون يورو، متخطيًا بذلك حامل الرقم القياسي السابق غاريث بيل. تلقى وكيل بول بوغبا، مينو رايولا، مبلغ 27 مليون يورو من يوفنتوس بسبب عودته إلى مانشستر يونايتد؛ كشف يوفنتوس عن رسوم إضافية بلغت 26.154 مليون يورو. أعلن اتحاد كرة القدم أن بوغبا سيتم إيقافه في المباراة الافتتاحية لمانشستر يونايتد في الدوري الإنجليزي الممتاز لموسم 2016–17 ضد بورنموث، بسبب حصوله على بطاقتين صفراء في نسخة الموسم السابق من كأس إيطاليا مع يوفنتوس. في 19 أغسطس، لعب أولى مبارياته مع الفريق، وذلك في مباراة في الدوري ضد ساوثهامبتون انتهت بفوز المان يونايتد بثنائية نظيفة.
بعد الهزيمة 1–2 على أرضه في أول مشاركة له في ديربي مانشستر في 10 سبتمبر، تم انتقاد بوغبا بسبب افتقاره إلى الانضباط في التمركز من قبل النقاد جيمي كاراغر. في 24 سبتمبر، سجل بوغبا أول هدف له مع مانشستر يونايتد ضد حامل اللقب ليستر سيتي في مباراة انتهت بنتيجة 4–1 لمصلحة الشياطين الحمر. يوم 20 أكتوبر، سجل الفرنسي هدفين ضد فنربخشة التركي في مباراة في مرحلة مجموعات الدوري الأوروبي انتهت بنتيجة 4–1.
في يناير 2017، سجل بوغبا في مباراة الهزيمة 2–1 خارج أرضه أمام هال سيتي في مباراة الإياب من نصف نهائي كأس رابطة الأندية الإنجليزية المحترفة، مما سمح لمانشستر يونايتد بالتقدم إلى النهائي بعد الفوز بنتيجة 3–2 في مجموع المباراتين. في 24 مايو 2017، لعب بوغبا في نهائي الدوري الأوروبي وسجل الهدف الأول عند الدقيقة الـ18 من ضد النادي الهولندي أياكس، في المباراة التي انتهت بفوز اليونايتد بنتيجة 2–0 حيث فاز مانشستر يونايتد بأول كأس قاري منذ 9 سنوات. أنهى مانشستر يونايتد موسم دوري 2016–17 في المركز السادس، مع مشاركة بوغبا في 30 مباراة، وسجل خمسة أهداف وقدم أربعة تمريرات حاسمة.

#### موسم 2017–18
في 13 أغسطس 2017، سجل بوغبا الهدف الرابع في المباراة التي فاز فيها اليونايتد بنتيجة 4–0 على وست هام يونايتد في نهاية الأسبوع الافتتاحي لموسم الدوري الممتاز 2017–18. خلال هزيمة بازل 3–0 في مرحلة المجموعات في دوري أبطال أوروبا 2017–18، تمزقت أوتار الركبة اليسرى عند بوغبا، وكان من المتوقع أن يغيب عن ثماني مباريات في الدوري. عاد إلى اللعب في 18 نوفمبر في مباراة الفوز 4–1 على نيوكاسل يونايتد، وصنع هدف أنتوني مارسيال مع كرة عرضية من الجناح وسجل هدف يونايتد الثالث. في أول مباراة له في عام 2018، في 1 يناير، قدم بوغبا تمريرات حاسمة لكلا هدفي فوز يونايتد على إيفرتون 2–0. طوال الأشهر القليلة المقبلة، كان بوغبا مرة أخرى موضع انتقادات فيما يتعلق بنقص الانضباط وعدم التزامه بواجباته الدفاعية. كان غائبًا عن العديد من المباريات المهمة، بما في ذلك فوز مانشستر يونايتد 2–1 على غريمه ليفربول، وكان يدخل فقط كبديل في وقت متأخر حيث تم اقصاء فريقه من دوري أبطال أوروبا في دور الـ 16 في مارس.
في اليوم السابق لديربي مانشستر، صرح بيب غوارديولا مدرب مانشستر سيتي أن وكيل بوغبا، مينو رايولا، قد عرض على بوغبا أن يلعب لصالح فريقه، وهو ما أنكره رايولا. في الديربي على ملعب الاتحاد في 7 أبريل، سجل بوغبا هدفين في متتاليين حيث عاد مانشستر يونايتد لهزيمة خصمه 2–3 بعد أن سجل هدفين في الشوط الأول. كما منع مانشستر سيتي من حسم لقب الدوري الممتاز ضدهم، وهو ما فعلوه فيما بعد حيث أنهى مانشستر يونايتد الموسم كمركز ثاني. في نهائي كأس الاتحاد الإنجليزي 2018 ضد تشيلسي، هُزم فريقه 1–0، حيث أهدر بوغبا فرصة للتعادل برأسه في منطقة الجزاء.

#### موسم 2018–19
نظرًا لغياب قائد الفريق أنتونيو فالنسيا، تولى بوغبا قيادة الفريق مؤقتًا للنادي في المباريات الافتتاحية لموسم 2018–19. بدأ بوغبا الموسم جيدًا في الأسابيع القليلة الأولى، حيث سجل أربعة أهداف بصفته اللاعب الجديد الذي يُنفذ ضربات الجزاء. ولكن بعد سلسلة من النتائج المخيبة للآمال، أعلن مورينيو أن بوغبا لن يتولى قيادة الفريق مرة أخرى. في أواخر سبتمبر، تم تصوير بوغبا ومورينيو وهم في مواجهة في أحد الدورات التدريبية، على الرغم من تأكيد مورينيو أنه «لا توجد مشكلة» بين الاثنين. على الرغم من هذا، واصل بوغبا اللعب في كأساسي وسجل في فوز يونايتد 2–1 على إيفرتون. ومع ذلك، بعد موجة من سوء الأداء والعلاقة المتوترة مع مورينيو، وجد بوغبا نفسه عرضة للخروج من مانشستر يونايتد خلال موسم الانتقالات في يناير. استمر بوغبا على مقاعد البدلاء طوال المباريات القليلة التالية حتى وشملت مباراة يونايتد ضد ليفربول حيث خسر مانشستر يونايتد 1–3. بعد وقت قصير من هذه المباراة، تمت إقالة مورينيو من تدريب مانشستر يونايتد، وتم تعيين أولي جونار سولسكير كمدير فني مؤقت بعد يوم واحد.
تحت المدير الفني الجديد، أولي جونار سولسكير، شهد بوغبا إحياء لأداؤه حيث سجل هدفين على في مباراتين متتاليتين ضد هدرسفيلد تاون وبورنموث. في يناير 2019، صنع بوغبا هدف ماركوس راشفورد في مباراة الفوز على توتنهام هوتسبير، بأهداف متتالية في المباريات التالية ضد برايتون أند هوف ألبيون وبيرنلي. ثم سجل بوغبا ثنائية في الفوز 3–0 خارج أرضه على فولهام، وحصل على لقب رجل المباراة؛ بفضل هدفيه وصل أفضل رصيد من الأهداف في موسم واحد في مسيرته بـ11 هدف في الدوري و13 في جميع المسابقات. واصل بوغبا هذا الاتجاه بتسجيله هدفًا آخر في مباراة الفوز 2–0 في كأس الاتحاد الإنجليزي في الجولة الخامسة أمام تشيلسي.
وصنع هدف في الفوز 3–1 على كريستال بالاس. تراجع أداء بوغبا في نهاية الموسم حيث فاز مانشستر يونايتد في مباراتين فقط من آخر 12 مباراة في الموسم حيث خرج من كأس الاتحاد الإنجليزي على يد وولفرهامبتون واندررز. تم انتقاد بوغبا أيضًا بسبب أدائه في ربع نهائي دوري أبطال أوروبا حيث خسر مانشستر يونايتد أمام برشلونة 4–0 في مجموع المباراتين. في تلك السلسلة الضعيفة من المباريات، تمكن بوغبا من تسجيل ثنائية في الفوز 2–1 على أرضه ضد وست هام. في اليوم الأخير من موسم الدوري الإنجليزي، شارك بوغبا مع مانشستر يونايتد حيث خسر أمام كارديف سيتي 2–0 على ملعب أولد ترافورد وبعد المباراة، شوهد بوغبا وهو يتحدث إلى بعض المشجعين الذين وجهوا إساءات إليه. على الرغم من النهاية السيئة للموسم، كان هذا أكثر موسم تهديفي في مسيرته، حيث سجل 16 هدفًا ومرر 11 تمريرة حاسمة في جميع المسابقات وتم اختياره في فريق العام من اتحاد لاعبي كرة القدم المحترفين لهذا العام، على الرغم من مستواه المتقلب.

#### موسم 2019–20
خلال صيف 2019، ألمح بوغبا إلى أن الفترة التي قضاها في النادي على وشك الانتهاء، حيث قال «قد يكون الوقت مناسبًا لخوض تحدٍ جديد في مكان آخر» مع ارتباط اسمه بريال مدريد ويوفنتوس باللاعب. على الرغم من التكهنات بمغادرة بوغبا، فقد شارك مع اليونايتد في التحضيرات للموسم الجديد. قرب نهاية يوليو، رفض مانشستر يونايتد عرضًا بقيمة 27.6 مليون جنيه إسترليني بالإضافة إلى خاميس رودريغيز من ريال مدريد من أجل بول بوغبا لأنهم شعروا أن العرض منخفض كثيرًا عن تقييمهم للاعب.
شارك بوغبا مع مانشستر يونايتد في مباراته الافتتاحية في الدوري الإنجليزي الممتاز في 11 أغسطس 2019، حيث مرر تمريرتين حاسمتين في فوز النادي 4–0 على تشيلسي. في مقابلة بعد المباراة، قال بوغبا إنه على الرغم من كونه لاعبًا في مانشستر يونايتد، إلا أن «علامة استفهام» ظلت حول مستقبله. عانى بوغبا من إساءة عنصرية على وسائل التواصل الاجتماعي بعد أن أهدر ركلة جزاء خلال التعادل 1–1 خارج أرضه ضد وولفرهامبتون واندررز في المباراة التالية.
في 31 أغسطس، تعرض بوغبا لإصابة في الكاحل في مباراة التعادل 1–1 مع ساوثهامبتون، مما جعله يبتعد عن الملاعب لمدة شهر. كانت عودته إلى الفريق في مباراة الفوز بركلات الترجيح في كأس الرابطة على روتشديل. ثم شارك بوغبا في المباراة التالية، والتي انتهت بالتعادل 1–1 على أرضه أمام أرسنال، حيث عانى من تكرار إصابته، لكنه شارك أيضًا في المباراة رقم 100 له مع النادي. في أواخر أكتوبر، أُعلن أنه بسبب إصابته، سيغيب حتى ديسمبر 2019. في ديسمبر 2019، تأخرت عودته بسبب المرض. ولعب بوغبا مباراتين بعد دخوله من مقاعد البدلاء في أواخر ديسمبر ضد واتفورد ونيوكاسل يونايتد قبل أن يتعرض مرة أخرى لإصابته في أغسطس. في يناير 2020، خضع بوغبا لعملية جراحية في كاحله مما أدى إلى غيابه عن الملاعب لمدة أربعة إلى ثمانية أسابيع أخرى.
في مايو 2020، أعلن المدير الفني أوله غونار سولشار أن بوغبا سيكون جاهزًا للعب بعد العودة إلى من الإيقاف بسبب آثار جائحة فيروس كورونا. في أول مباراة ليونايتد، دخل بوغبا كبديل وتسبب بركلة جزاء سجلها برونو فيرنانديز، مما أدى إلى التعادل 1–1 ضد توتنهام هوتسبير. في 24 يونيو، شارك كأساسي بوغبا في أول مباراة له منذ سبتمبر في المباراة التي فاز فيها ضد شيفيلد يونايتد 3–0.
في 9 يوليو، سجل بوغبا هدفه الأول هذا الموسم حيث فاز يونايتد 3–0 على أستون فيلا.

#### موسم 2020–21
سجل بوغبا هدفه الأول في موسم 2020–21 ضد برايتون أند هوف ألبيون في الجولة الرابعة من كأس رابطة الأندية الإنجليزية المحترفة في 30 سبتمبر 2020، وسجل من ركلة حرة ارتطمت في الحائط ليمنح يونايتد الفوز 3–0. كان بديلاً لم يشارك في الرقم القياسي الذي حققها اليونايتد في الدوري الإنجليزي الممتاز بفوزهم 9–0 على أرضهم ضد ساوثهامبتون في 2 فبراير 2021. في 18 مارس 2021، سجل هدف الفوز 1–0 خارج أرضه على ميلان في دور الـ16 من الدوري الأوروبي، ليساعد فريقه على الفوز 2–1 في مجموع المباراتين والوصول إلى ربع النهائي.

### العوده الى يوفنتوس

#### موسم 2022–23
- عودة قوية: عاد بول بوغبا إلى يوفنتوس في صفقة انتقال حر بعد مغادرة مانشستر يونايتد، حاملاً معه آمالاً عريضة بتحقيق الإنجازات.[93]
- بداية واعدة: تألق بوغبا في بداية الموسم، حيث سجل هدفين وصنع هدفين في أول 5 مباريات، مما أثار حماس جماهير يوفنتوس.
- الإصابات تعصف بمسيرته: سرعان ما واجه بوغبا لعنة الإصابات، حيث تعرض لإصابات متكررة أثرت على لعبه وغيابته عن العديد من المباريات المهمة.[94]
- إحصائيات جيدة رغم الغياب: على الرغم من الإصابات، شارك بوغبا في 26 مباراة وسجل 6 أهداف وصنع 4 تمريرات حاسمة في جميع المسابقات، ليُظهر قدراته على التأثير في مجريات المباريات.

## مسيرته الدولية

### منتخب الشباب

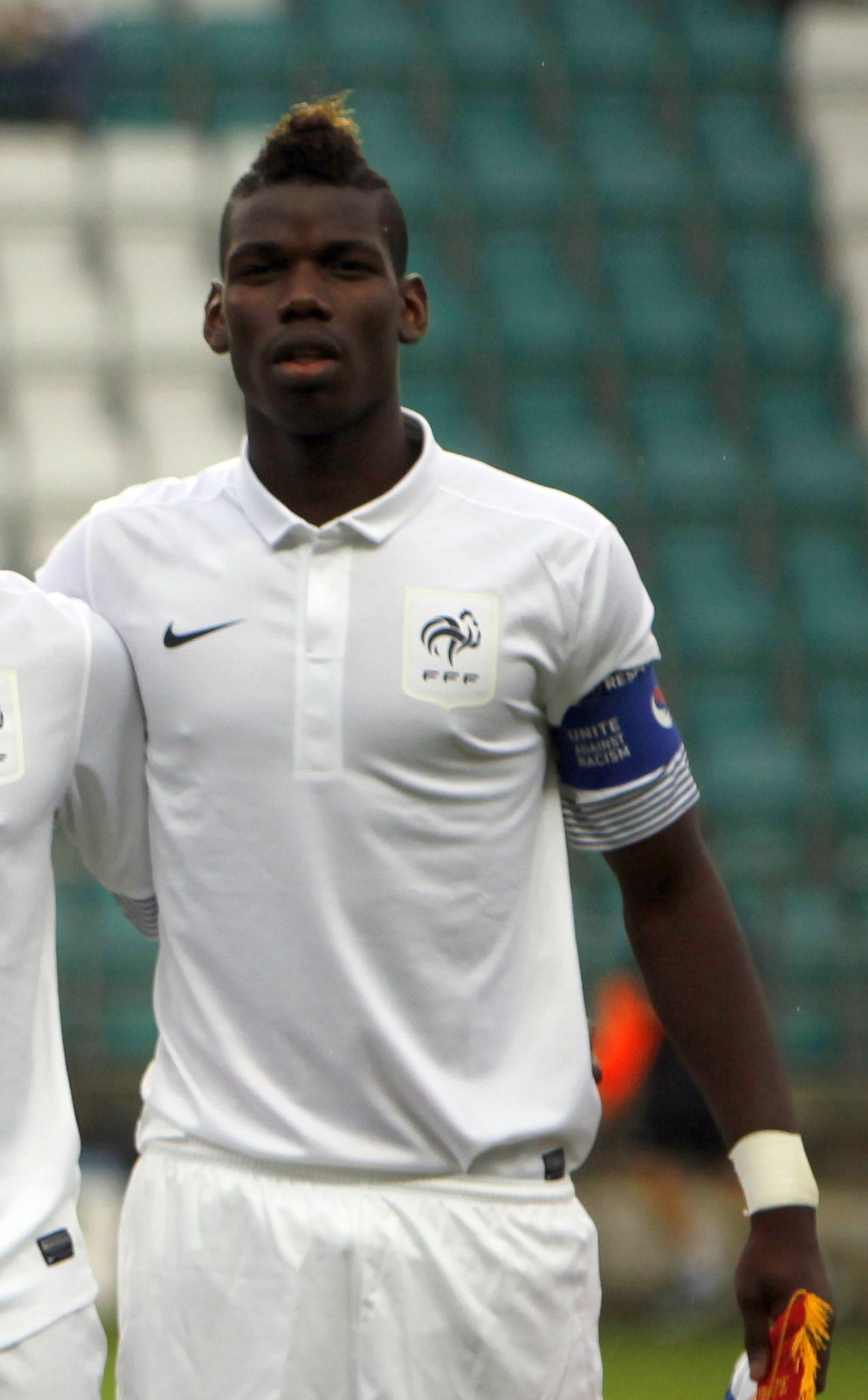
بوغبا مع فرنسا تحت 19 سنة في عام 2012

شارك بوغبا مع جميع الفئات السنية للمنتخب الفرنسي للشباب، وكان بوغبا قائد الفئة السنية تحت 16 سنة، ولعب 23 مباراة دولية معهم، وسجل معهم نتائج مبهرة، في يناير 2009، سجل هدفه الدولي الأول في نهائي كأس إيجه 2009 ضد النرويج، وساعد منتخب على الفوز في تلك البطولة. وبسبب مشكلته مع نادي لوهافر وانتقاله إلى مانشستر يونايتد فقد تم تعليق مشاركته الدولية مع المنتخبات الفرنسية لمدة 6 أشهر، كذلك تم تجريده من شارة القيادة، وفي فبراير 2010، عاد بوغبا للمشاركة مع منتخب تحت 17 سنة، وكان جزء من المنتخب الذي شارك في بطولة أوروبا تحت 17 سنة، كما تم إعادة شارة القيادة له بعد مستواه الرائع مع الفريق. شارك بوغبا لأول مرة مع بطولة أوروبا تحت 19 سنة أمام إيطاليا في سبتمبر 2011، وساعد في تسجيل هدفين. في فبراير 2012 لعب ضد إسبانيا وسجل الهدف الأول، وتأهلوا بعدها لبطولة أوروبا تحت 19 سنة، ووصلوا إلى نصف نهائي البطولة ولعبوا ضد إسبانيا وخسروا بركلات الجزاء بنتيجة 4–2.
شارك بوغبا في كأس العالم تحت 20 سنة 2013 التي أقيمت في تركيا وهو يحمل شارة القيادة بعد اختياره من قبل مدرب المنتخب. في المباراة الثانية من مرحلة المجموعات سجل بوغبا ثاني أهداف منتخب بلاده أمام منتخب كوريا الشمالية تحت 20 سنة وانتهت بفوز 3–1. بوغبا كان قائد الفريق عندما فازت فرنسا بأول ألقابها بمسابقة كأس العالم تحت 20 سنة وتم اختياره كأفضل لاعب بالبطولة.

### المنتخب الأول

#### البداية المبكرة وكأس العالم 2014

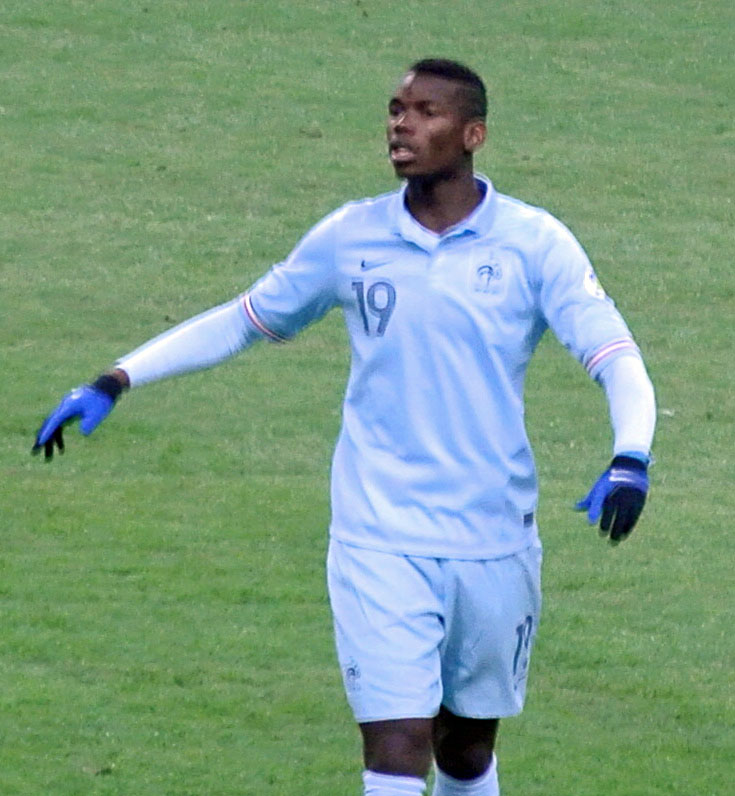
بوغبا في أول ظهور له مع المنتخب الأول.

في 22 مارس 2013، تم استدعاء بوغبا لأول مرة لمنتخب فرنسا الأول ليلعب أمام منتخب جورجيا ضمن تصفيات كأس العالم 2014، وقد لعب المباراة كاملة حيث انتهت بفوز 3–1. في 10 سبتمبر 2013، سجل بوغبا أول أهدافه مع المنتخب الوطني أمام منتخب بيلاروسي ضمن تصفيات كأس العالم 2014، حيث سجل الهدف الرابع وانتهت المباراة بفوز 4–2.
في 6 يونيو 2014، تم اختيار بوغبا ضمن قائمة منتخب فرنسا المشاركة في كأس العالم 2014. في 15 يونيو، في المباراة الأولى أمام منتخب الهندوراس حصل بوغبا على ركلة جزاء وتسبب بطرد للاعب ويلسون بلاسيوس بعد تلقيه بطاقة صفراء ثانية ليعطي منتخب بلاده أفضلية المباراة باللعب أمام 10 لاعبين، ثم تكفل زميله كريم بنزيما بتسجيل ركلة الجزاء وانتهت المباراة بفوز 3–0. وفي المباراة الثانية لمنتخب بلاده أمام منتخب سويسرا، شارك كبديل في الشوط الثاني وقام صناعة الهدف الرابع الذي سجله كريم بنزيما حيث انتهت بفوز 5–2. وفي دور ال 16 افتتح بوغبا التسجيل بالدقيقة 79 في المباراة أمام منتخب نيجيريا، حيث انتهت بفوز 2–0 وتم اختياره أفضل لاعب في المباراة من قبل الفيفا.
في 13 يوليو 2014، حصل بوغبا على جائزة أفضل لاعب شاب بكأس العالم 2014.

#### يورو 2016
في مايو 2016، تم إيستدعاء بوغبا من قبل ديدييه ديشان مدرب منتخب فرنسا من ضمن 23 لاعب ليشارك في بطولة أمم أوروبا 2016، التي ستقام على على أرضهم. على الرغم من أن الكثير كان متوقعا من بوغبا أداء مبهر في البطولة، ولكن قدم أداء سلبي في المباراة الافتتاحية أمام رومانيا في 10 يونيو والتي انتهت بفوز فرنسا بآخر الدقائق. ودخل كبديل في الشوط الثاني من المباراة الثانية ضد ألبانيا والتي فازوا بها بنتيجة 2–1.
في مباراة الدور ربع النهائي ضد آيسلندا في 3 يوليو، في ملعب فرنسا، تمكن بوغبا من استعادة مستواه، حيث سجل هدف بلاده الثاني في ليلة أشبه بمهرجان الأهداف، حيث تقدم المنتخب المضيف إلى الدور نصف النهائي من المسابقة بعد فوزه بنتيجة 5–2. في نصف النهائي ضد ألمانيا استطعوا هزم بطل كأس العالم 2014 بهدفي غريزمان وتأهلوا إلى نهائي البطولة. ولكن لم يستطيعوا تحقيق اللقب حيث سقطوا أمام البرتغال في النهائي بنتيجة 1–0.

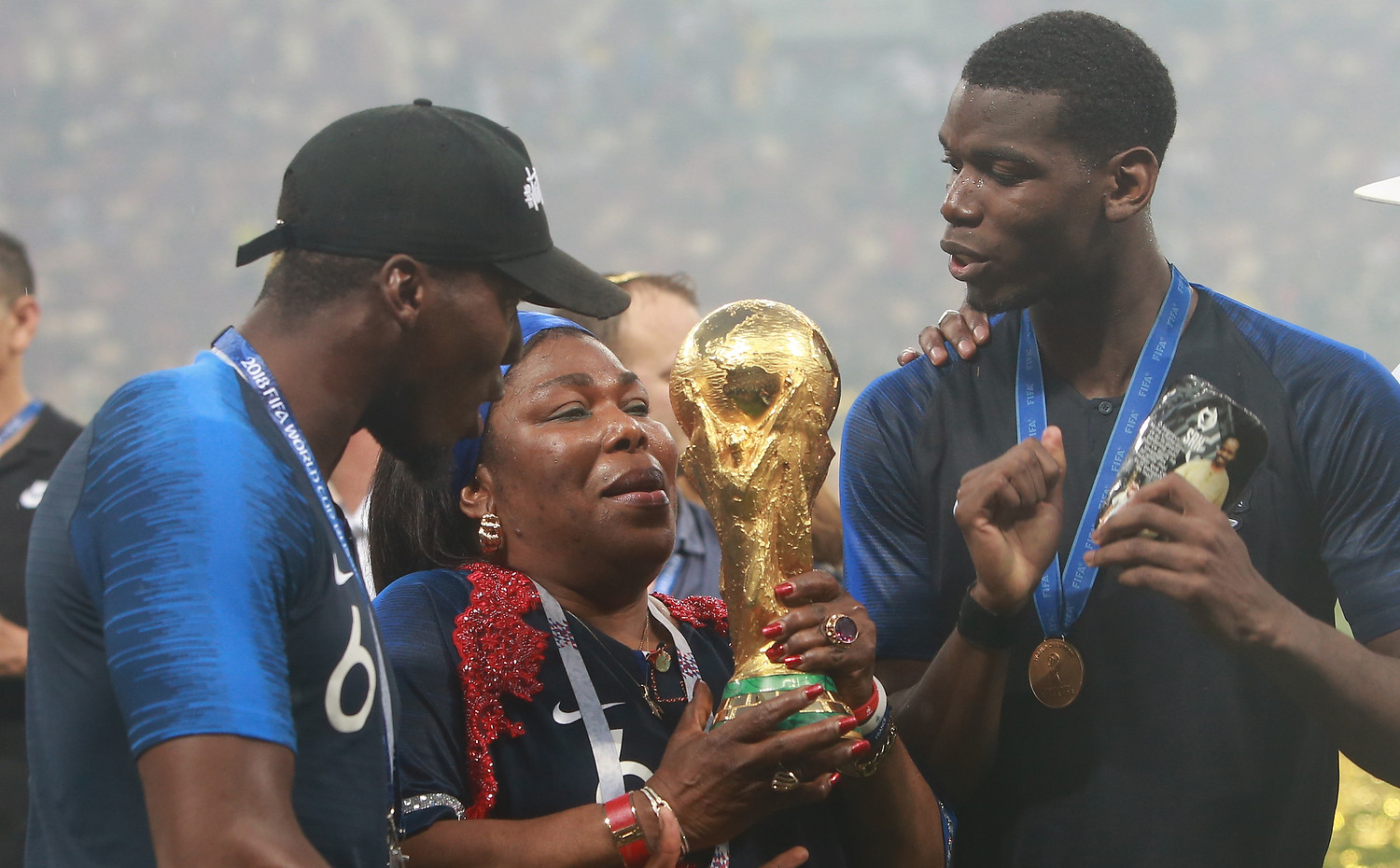
بوغبا (يمين) مع شقيقه فلورنتين وأمهم التي تحمل كأس بطولة كأس العالم.

#### الفوز بكأس العالم 2018
في 17 مايو 2018، استدعي بوغبا للمشاركة في كأس العالم 2018 في روسيا.
في 16 يونيو 2018، سجل هدف الفوز في لفرنسا 2–1 على أستراليا في مباراتهم الافتتاحية في البطولة. تم تسجيل الهدف في البداية باسم بوغبا، ولكن في اليوم التالي أعتبر الفيفا الهدف هدف ذاتي باسم عزيز بيهيتش.
في الدقيقة 59 من نهائي كأس العالم 2018، وسع بوغبا تقدم فرنسا على كرواتيا إلى 3–1 بتسديدة من حافة منطقة الجزاء بعد أن تم التصدي لتسديدته الأولى. وفازت فرنسا في النهاية بكأس العالم بنتيجة 4–2.

#### يورو 2020
في 18 مايو 2021، تم ضم بوغبا إلى تشكيلة فرنسا المكونة من 26 لاعباً في للمشاركة في بطولة أمم أوروبا 2020.

## حياته الشخصية

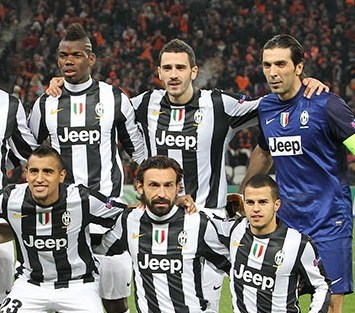
بول بوغبا مع فريق يوفينتوس

ولد بوغبا في لاغني، سين ومارن، من أبوين غينيين. وهو مسلم  لديه اثنين من الاخوة التوأم الأكبر سنا والذين هم أيضا لاعبي كرة القدم. أخاه الأكبر فلورنتين، يلعب حاليا للنادي الفرنسي سانت إتيان، بينما يلعب ماثياس للنادي الهولندي سبارتا روتردام ومنتخب غينيا.

## الإحصائيات

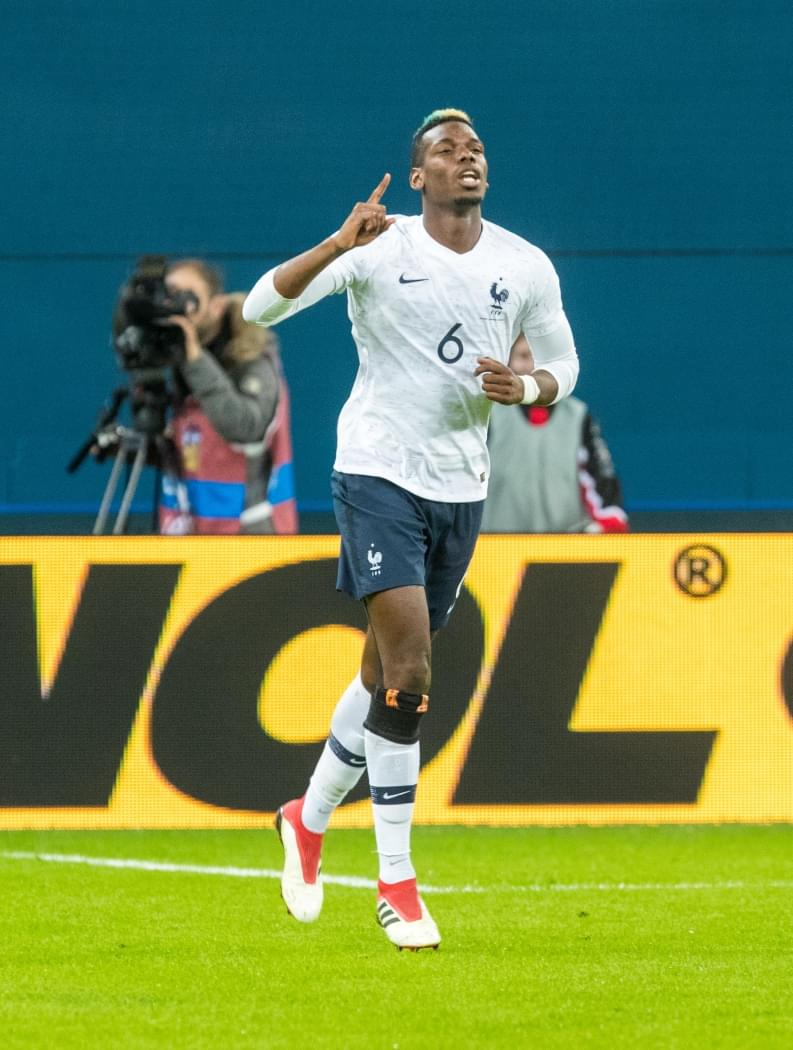
بوغبا مع فرنسا في 2018

آخر تحديث 26 مايو 2021.
| النادي          | الموسم   | الدوري           | الدوري | الدوري  | الكأس الوطني | الكأس الوطني | كأس الدوري | كأس الدوري | أوروبا | أوروبا  | أخرى   | أخرى    | المجموع | المجموع |
| النادي          | الموسم   | الدرجة           | الظهور | الأهداف | الظهور       | الأهداف      | الظهور     | الأهداف    | الظهور | الأهداف | الظهور | الأهداف | الظهور  | الأهداف |
| --------------- | -------- | ---------------- | ------ | ------- | ------------ | ------------ | ---------- | ---------- | ------ | ------- | ------ | ------- | ------- | ------- |
| مانشستر يونايتد | 2010–11  | الدوري الإنجليزي | 0      | 0       | 0            | 0            | 0          | 0          | 0      | 0       | 0      | 0       | 0       | 0       |
| مانشستر يونايتد | 2011–12  | الدوري الإنجليزي | 3      | 0       | 0            | 0            | 3          | 0          | 1      | 0       | 0      | 0       | 7       | 0       |
| مانشستر يونايتد | المجموع  | المجموع          | 3      | 0       | 0            | 0            | 3          | 0          | 1      | 0       | 0      | 0       | 7       | 0       |
| يوفنتوس         | 2012–13  | الدوري الإيطالي  | 27     | 5       | 2            | 0            | —          | —          | 8      | 0       | 0      | 0       | 37      | 5       |
| يوفنتوس         | 2013–14  | الدوري الإيطالي  | 36     | 7       | 0            | 0            | —          | —          | 14     | 1       | 1      | 1       | 51      | 9       |
| يوفنتوس         | 2014–15  | الدوري الإيطالي  | 26     | 8       | 4            | 1            | —          | —          | 10     | 1       | 1      | 0       | 41      | 10      |
| يوفنتوس         | 2015–16  | الدوري الإيطالي  | 35     | 8       | 5            | 1            | —          | —          | 8      | 1       | 1      | 0       | 49      | 10      |
| يوفنتوس         | المجموع  | المجموع          | 124    | 28      | 11           | 2            | 0          | 0          | 40     | 3       | 3      | 1       | 178     | 34      |
| مانشستر يونايتد | 2016–17  | الدوري الإنجليزي | 30     | 5       | 2            | 0            | 4          | 1          | 15     | 3       | —      | —       | 51      | 9       |
| مانشستر يونايتد | 2017–18  | الدوري الإنجليزي | 27     | 6       | 3            | 0            | 1          | 0          | 5      | 0       | 1      | 0       | 37      | 6       |
| مانشستر يونايتد | 2018–19  | الدوري الإنجليزي | 35     | 13      | 3            | 1            | 0          | 0          | 9      | 2       | —      | —       | 47      | 16      |
| مانشستر يونايتد | 2019–20  | الدوري الإنجليزي | 16     | 1       | 2            | 0            | 1          | 0          | 3      | 0       | —      | —       | 22      | 1       |
| مانشستر يونايتد | 2020–21  | الدوري الإنجليزي | 26     | 3       | 2            | 0            | 3          | 1          | 11     | 2       | —      | —       | 42      | 6       |
| مانشستر يونايتد | المجموع  | المجموع          | 134    | 28      | 12           | 1            | 9          | 2          | 43     | 7       | 1      | 0       | 199     | 38      |
| الإجمالي        | الإجمالي | الإجمالي         | 261    | 56      | 23           | 3            | 12         | 2          | 84     | 10      | 4      | 1       | 384     | 72      |

1. ↑  المباريات في كأس إيطاليا وكأس الاتحاد الإنجليزي
2. ↑  تشمل كأس رابطة الأندية الإنجليزية المحترفة
3. 1 2 3  المباريات في الدوري الأوروبي
4. 1 2 3 4 5 6  المباريات في دوري أبطال أوروبا
5. ↑  ستة مباريات في دوري أبطال أوروبا، ثمانية مباريات وهدف واحد في الدوري الأوروبي
6. 1 2 3  المباراة في كأس السوبر الإيطالي
7. ↑  المباراة في كأس السوبر الأوروبي

### المنتخب
آخر تحديث 2 يونيو 2021.
| المنتخب الوطني | العام   | المباريات | الأهداف |
| -------------- | ------- | --------- | ------- |
| فرنسا          | 2013    | 7         | 1       |
| فرنسا          | 2014    | 15        | 4       |
| فرنسا          | 2015    | 5         | 0       |
| فرنسا          | 2016    | 17        | 3       |
| فرنسا          | 2017    | 5         | 0       |
| فرنسا          | 2018    | 15        | 2       |
| فرنسا          | 2019    | 5         | 0       |
| فرنسا          | 2020    | 6         | 0       |
| فرنسا          | 2021    | 4         | 0       |
| المجموع        | المجموع | 79        | 10      |

### الأهداف الدولية
اعتبارا من 17 نوفمبر 2020. قائمة الأهداف والنتائج مع منتخب فرنسا الأول.
| #  | التاريخ        | المكان                                       | م. | الخصم    | الهدف | النتيجة | المسابقة                                                    |
| -- | -------------- | -------------------------------------------- | -- | -------- | ----- | ------- | ----------------------------------------------------------- |
| 1  | 10 سبتمبر 2013 | الملعب المركزي، غوميل، بيلاروس               | 3  | بيلاروس  | 4–2   | 4–2     | تصفيات كأس العالم 2014                                      |
| 2  | 27 مايو 2014   | ملعب فرنسا، سان دوني، فرنسا                  | 9  | النرويج  | 1–0   | 4–0     | ودية                                                        |
| 3  | 30 يونيو 2014  | ملعب ماني غارينشا الوطني، برازيليا، البرازيل | 15 | نيجيريا  | 1–0   | 2–0     | كأس العالم 2014                                             |
| 4  | 7 سبتمبر 2014  | ملعب بارتيزان، بلغراد، صربيا                 | 18 | صربيا    | 1–0   | 1–1     | ودية                                                        |
| 5  | 11 أكتوبر 2014 | ملعب فرنسا، سان دوني، فرنسا                  | 19 | البرتغال | 2–0   | 2–1     | ودية                                                        |
| 6  | 3 يوليو 2016   | ملعب فرنسا، سان دوني، فرنسا                  | 36 | آيسلندا  | 2–0   | 5–2     | بطولة أمم أوروبا 2016                                       |
| 7  | 10 أكتوبر 2016 | أمستردام أرينا، أمستردام، هولندا             | 42 | هولندا   | 1–0   | 1–0     | [[تصفيات كأس العالم 2018 (أوروبا)\|تصفيات كأس العالم 2018]] |
| 8  | 11 نوفمبر 2016 | ملعب فرنسا، سان دوني، فرنسا                  | 43 | السويد   | 1–1   | 2–1     | تصفيات كأس العالم 2018                                      |
| 9  | 27 مارس 2018   | ملعب كريستوفسكي، سانت بطرسبرغ، روسيا         | 51 | روسيا    | 2–0   | 3–1     | ودية                                                        |
| 10 | 15 يوليو 2018  | ملعب لوجنيكي، موسكو، روسيا                   | 60 | كرواتيا  | 3–1   | 4–2     | نهائي كأس العالم 2018                                       |

## الإنجازات

### النادي
يوفنتوس
- الدوري الإيطالي (4): 2012–13، 2013–14، 2014–15، 2015–16
- كأس إيطاليا (2): 2015، 2016
- كأس السوبر الإيطالي (3): 2012، 2013، 2015
- دوري أبطال أوروبا الوصيف: 2014–15

 مانشستر يونايتد
- كأس الرابطة الإنجليزية (1): 2017[142]
- الدوري الأوروبي (1): 2017[143]

### المنتخب
فرنسا تحت 20
- كأس العالم تحت 20 عامًا (1): 2013[145]

 فرنسا
- كأس العالم (1): 2018[122]
- بطولة أمم أوروبا الوصيف: 2016[147]

### الفردية
- بطولة أمم أوروبا تحت 17 سنة فريق البطولة: 2010[148]
- بطولة أمم أوروبا تحت 19 سنة فريق البطولة: 2012[149]
- جائزة الفتى الذهبي (1): 2013.[96]
- تشكيلة العام في الدوري الإيطالي (3): 2013–14،[150] 2014–15،[151] 2015–16[152]
- جائزة أفضل لاعب شاب في كأس العالم: 2014[153]
- جائزة برافو (1): 2014
- جائزة اليويفا لأفضل فريق (1): 2015[154]
- كرة الفيفا الذهبية/جائزة الكرة الذهبية: 2015 (المركز الخامس عشر)،[155] 2016 (المركز الرابع عشر)،[156] 2018 (المركز الخامس عشر)[157]
- فيفبرو (1): 2015[158]
- فيفبرو الفريق الثالث: 2014[159]
- فيفبرو مُرشح: 2019 (الوسط السابع)[160]
- فريق العام من وسائل الإعلام الرياضية الأوروبية: 2015–16،[161] 2018–19[162]
- أفضل صانع ألعاب الدوري الإيطالي (1): 2015–16[163]
- الدوري الأوروبي تشكيلة الموسم (1): 2016–17[164]
- الدوري الأوروبي لاعب الموسم (1): 2016–17[165]
- جائزة أفضل لاعب في أوروبا: 2015 (المركز العاشر)[166]
- فريق العام من اتحاد لاعبي كرة القدم المحترفين: الدوري الإنجليزي الممتاز 2018–19[167]

## وصلات خارجية
- بول بوغبا على موقع الاتحاد الدولي (مؤرشف)  (الإنجليزية)
- بول بوغبا على موقع الاتحاد الأوربي (الإنجليزية)
- بول بوغبا على موقع إي إس بي إن إف سي (الإنجليزية)
- بول بوغبا على موقع قاعدة بيانات كرة القدم.إي يو (الإنجليزية)
- بول بوغبا على موقع ليكيب (الفرنسية)
- بول بوغبا على موقع ناشيونال فوتبول تيمز (الإنجليزية)
- بول بوغبا على موقع Soccerbase.com (لاعب) (الإنجليزية)
- بول بوغبا على موقع Soccerway.com (الإنجليزية)
- بول بوغبا على موقع عالم كرة القدم.نت (الإنجليزية)
- بول بوغبا على موقع كووورة